# Entosthodon borneensis
Entosthodon borneensis là một loài Rêu trong họ Funariaceae. Loài này được (Dixon) Z. Iwats. mô tả khoa học đầu tiên năm 1969.